# Peter Markowich
Peter Markowich – austriacki matematyk, profesor Uniwersytetu Wiedeńskiego i Uniwersytetu Nauki i Technologii im. Króla Abdullaha (KAUST). Zajmuje się równaniami różniczkowymi cząstkowymi i analizą numeryczną oraz ich zastosowaniami w fizyce i naukach o życiu.

## Życiorys
Absolwent Uniwersytetu Technicznego w Wiedniu, gdzie w 1980 uzyskał też stopień doktora (promotorem doktoratu był Richard Weiss). Pracował na Uniwersytecie Technicznym w Berlinie, Uniwersytecie Wiedeńskim i University of Cambridge. Od 2011 jest profesorem KAUST, pracuje też ponownie na Uniwersytecie Wiedeńskim.
Swoje prace publikował m.in. w „SIAM Journal on Mathematical Analysis”, „Archive for Rational Mechanics and Analysis”, „Journal of Computational Physics”, „Journal of Differential Equations”, „SIAM Journal on Numerical Analysis”, „Journal of Statistical Physics”, „Communications on Pure and Applied Mathematics” i „Acta Numerica”.
W 2010 roku wygłosił wykład sekcyjny na Międzynarodowym Kongresie Matematyków w Hajdarabad. Od 2005 jest członkiem korespondentem Austriackiej Akademii Nauk, w 2022 został wybrany do  Europejskiej Akademii Nauk i Sztuk Pięknych.
Laureat kilku nagród, m.in. Wittgenstein Prize w 2000.
Wypromował ponad 20 doktorów, pod jego kierunkiem doktoraty napisali m.in. Carola-Bibiane Schönlieb i Ansgar Jüngel.